# Luka Jović
Luka Jović (en serbio: Лука Јовић, pronunciación  /lûːka jǒːʋitɕ/) (Loznica, Yugoslavia, 23 de diciembre de 1997) es un futbolista serbio que juega como delantero en el AEK Atenas F. C. de la Superliga de Grecia. Es internacional absoluto con Serbia desde 2018.

## Trayectoria

### Inicios
A la edad de cinco años comenzó a jugar al fútbol en Loznica, Serbia. Poco después, aceptó participar en un torneo en Belgrado, llamado Mini Maxi, donde jugaban niños entre cuatro y doce años. Allí destacó sobremanera desde su primer partido por lo que su padre empezó a recibir dinero para cubrir gastos de desplazamiento. Toma Milićević, ojeador del Estrella Roja, le descubrió en uno de los encuentros y le ofreció incorporarse a la cantera de uno de los equipos más poderosos e históricos del país eslavo. Así, Luka se incorporó con siete años al club rojiblanco.

### F. K. Estrella Roja
El 28 de mayo de 2014, Luka fue convocado a un partido oficial por primera vez en la última jornada de la Superliga de Serbia 2013-14. Su equipo el Estrella Roja de Belgrado tenía que sumar puntos para lograr el campeonato, un empate o un triunfo le bastaba, pero perdían 3 a 2 y el otro aspirante al título, su máximo rival histórico Partizan, estaba ganando su partido, por lo que si todo acababa así se quedarían con el trofeo. En el minuto 73, el técnico Slaviša Stojanovič dio entrada a Jović. Tres minutos le bastaron para recibir un pase, controlar el balón con el pecho, encarar en el área rival y definir con un remate cruzado de zurda, que colocó el 3 a 3 final en el Estadio Karađorđe del FK Vojvodina ante más de 7000 espectadores. Por tanto, su equipo ganó la liga por solo un punto de diferencia sobre Partizan y además, Jović se convirtió en el goleador más joven en la historia del club (16 años, cinco meses y cinco días) por delante de Dejan Stanković.
En su primera temporada completa en el club serbio (2014-15) logró anotar seis goles, todos ellos a partir del mes de marzo. Por otra parte, Jović alcanzó un nuevo récord al ser el futbolista más joven en jugar un derbi de Belgrado con apenas 16 años y nueve meses mejorando el registro que había establecido Dejan Milovanović en 2001. A nivel internacional de clubes, el 2 de julio de 2015, Jović debutó en el partido de ida de la primera ronda de la Liga Europa 2015-16, jugando los 30 minutos finales contra Kairat Almaty (derrota por 0 a 2). En la vuelta viajaron hasta Kazajistán para disputar el encuentro, esta vez fue titular, pero perdieron 2 a 1 y fueron eliminados de la competición. En la Superliga de Serbia tuvo un gran inicio al marcar tres tantos en las primeras cuatro jornadas del campeonato.
Su nombre comenzó a sonar para diferentes clubes, como Torino de Italia y algunos de Inglaterra. Finalmente su destino fue Portugal ya que, a finales de enero de 2016, SL Benfica le firmó hasta 2021. El coste del fichaje estuvo valorado en unos siete millones de euros que fueron abonados al Apollon Limassol, que poseía los derechos del jugador según desveló Football Leaks.

### S. L. Benfica
Luka fue presentado oficialmente por el Sport Lisboa e Benfica el 2 de febrero de 2016. Su contrato, hasta 2021, incluía una cláusla de rescisión de 45 millones de euros. El delantero fue presentado con el dorsal 35. Rápidamente, fue incluido en la plantilla para disputar la fase final de la Liga de Campeones. Su debut con el cuadro lisboeta se produjo el 20 de marzo en un encuentro ante el Boavista que acabó en victoria por 0 a 1. El 13 de abril, debutó en la Liga de Campeones. Fue en la vuelta de cuartos de final contra Bayern de Múnich, aunque solo jugó los últimos minutos del partido. En la siguiente campaña disputaría solamente dos encuentros con el primer equipo, por lo que se le decidió buscar una salida en forma de cesión.

### Eintracht Fráncfort
En junio de 2017 fue cedido al Eintracht Fráncfort por dos temporadas y una opción de compra de seis millones de euros. Hizo su debut en Bundesliga, el 16 de septiembre de 2017, frente al Augsburg logrando el único gol de su equipo.En marzo empezó una gran racha goleadora al lograr cuatro goles en cuatro jornadas consecutivas de Bundesliga. También, el 18 de abril llevó al equipo alemán a la final de la Copa de Alemania al marcar el único tanto en la semifinal ante el Schalke 04 con un remate acrobático de tacón. Sin embargo, a pesar del gol tan importante logrado, se quedó en el banquillo en la final ganada ante el Bayern.
El 20 de septiembre de 2018 marcó su primer tanto en Liga Europa en la victoria por 1 a 2 ante el Olympique de Marsella con un gol en el minuto 89. El 19 de octubre anotó cinco goles en la victoria por 7 a 1 ante el Fortuna Düsseldorf, llamando así la atención de grandes clubes. Así, se convirtió en el futbolista más joven en anotar cinco goles en un partido de Bundesliga. El 14 de marzo, con un gol de vaselina a los cinco minutos de partido, decantó la eliminatoria de octavos de final de Liga Europa ante el Football Club Internazionale (0-1). A mediados de abril se hizo oficial que el Eintracht había ejecutado la opción de compra que tenía sobre el joven delantero, guardándose el club portugués un porcentaje en un futuro traspaso. En la eliminatoria de semifinales de Liga Europa, ante el Chelsea, marcó los dos tantos de su equipo aunque fueron eliminados en la tanda de penaltis. Así, acabó el torneo con diez goles igualado con Olivier Giroud. En la temporada 2018-19 logró marcar 17 goles con 6 asistencias en Bundesliga y en la Europa League marcó 10 goles en 11 partidos, y donde fue nombrado como tercer mejor jugador del torneo.

### Real Madrid C. F.

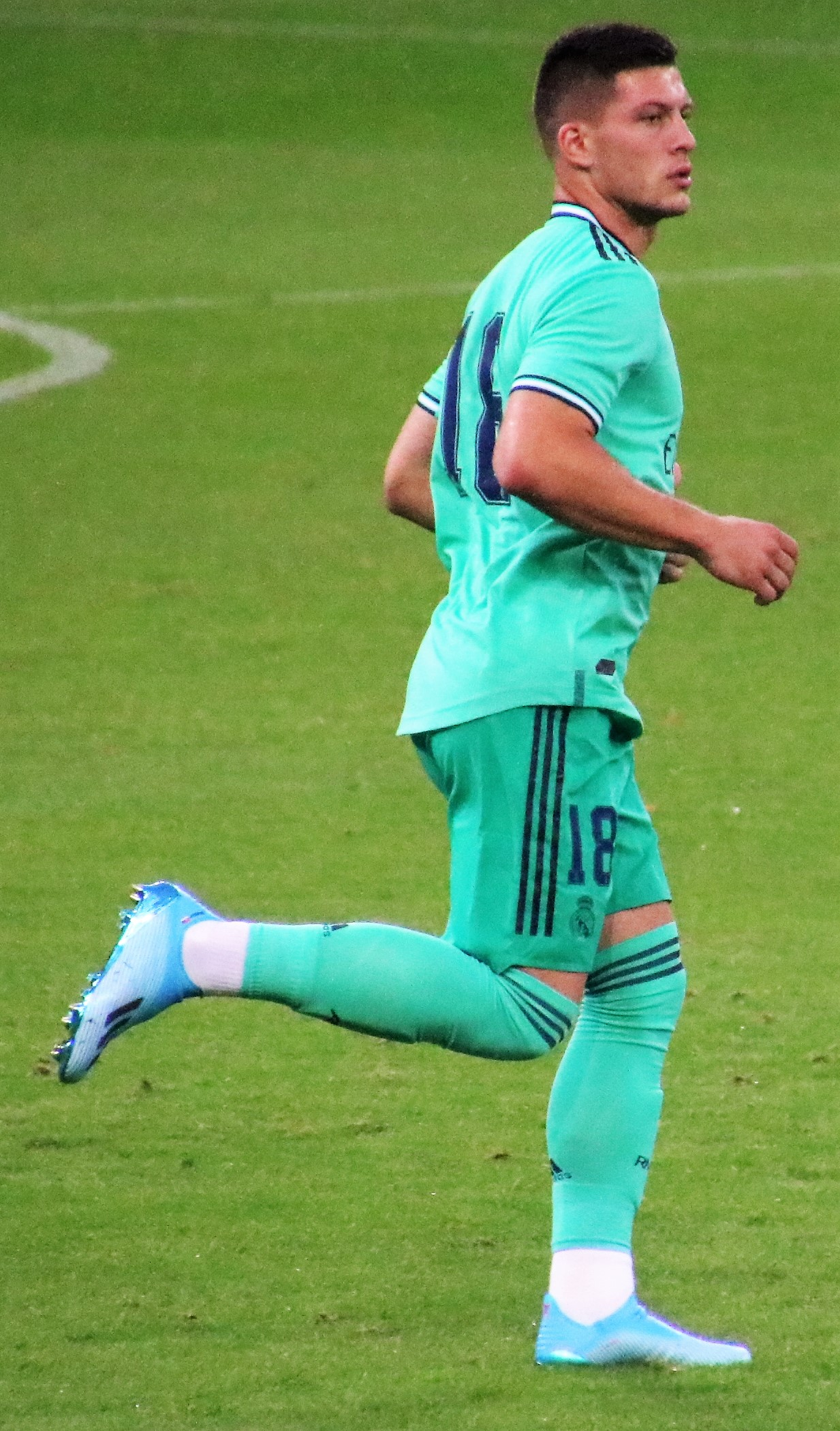
Jović con el Real Madrid en 2019.

El 4 de junio de 2019, el Real Madrid Club de Fútbol hizo oficial su incorporación para las siguientes seis temporadas, y fue presentado como nuevo jugador en el estadio Santiago Bernabéu una semana después.
Partiendo como suplente en ataque de Karim Benzema y con una lesión durante la pretemporada, dispuso de pocos minutos repartidos en múltiples jornadas que no le permitieron alcanzar el nivel mostrado en Alemania. La planificación de la temporada del entrenador Zinedine Zidane colocó al delantero serbio como jugador de rol, entre los suplentes que debían dar refuerzo al equipo titular, y esa escasez de minutos e influencia en el juego impidió que tuviera oportunidades para marcar goles. Únicamente disputó los 90 minutos de partido el 25 de septiembre frente al Club Atlético Osasuna y marcó su primer tanto como madridista el 30 de octubre en la victoria por 5-0 frente al Club Deportivo Leganés, ambos correspondientes al campeonato de liga. Cerró la primera mitad de la temporada con únicamente 434 minutos disputados de 2250 posibles, el decimonoveno jugador de campo en participación de los veintitrés disponibles de toda la plantilla.
Sus números mejoraron ligeramente en la segunda mitad del curso a pesar de siguir sin tener oportunidades en el equipo. Logró dos asistencias, y posteriormente un gol más frente al C. A. Osasuna en los tres minutos de partido en los que participó. Los partidos disputados fueron siempre como suplente o fue sustituido, frenando así su progresión y adaptación, lo que provocó que el propio jugador declarase no sentirse identificado consigo mismo y su etapa reciente de Alemania fruto de la frustración. En total disputó 770 minutos de 4410 posibles, equivalente a poco más de ocho partidos de los 49 de la temporada del equipo.
El 14 de enero de 2021 fue cedido al Eintracht Fráncfort debido a la escasez de minutos que tuvo en el conjunto madrileño. Marcó un doblete en su primer partido tras su vuelta al Eintracht contra el F. C. Gelsenkirchen-Schalke, y otro más en su tercer partido frente al Arminia Bielefeld. Pese a su buen comienzo, no logró ser titular en el equipo hasta mediada la temporada y no consiguió anotar nuevamente hasta tres meses después, frente al VfL Wolfsburgo. Sí tuvo una regularidad de partidos, su objetivo a corto plazo, y superó sus registros de Madrid.
Tras su regreso a la capital española, y bajo las órdenes del nuevo entrenador Carlo Ancelotti, el jugador obtuvo su confianza para recuperar antiguas y buenas sensaciones. Postulado como el recambio del delantero titular Karim Benzema, tuvo participación en los primeros encuentros del Campeonato de Liga 2021-22. Trabajando por adaptarse a un rol diferente en el equipo madrileño al que le llevó a sus mejores registros en Alemania —mayor incidencia en el juego frente al de puro rematador en el área—, tuvo sus primeros resultados en un partido de clasificación para el Mundial de 2022 al anotar un gol con su selección.
El buen rendimiento de Benzema, quien sumó sus mejores números desde su llegada al club, imposibilitaron una mayor presencia de Jovic en el equipo, y como suplente sumó un total de quince encuentros en la temporada en los que anotó un gol. Únicamente sumó una titularidad, ya con el campeonato vencido —trigésimo quinto de «los blancos»—, que sin embargo no influyeron en su devenir con la selección: dos goles en tres partidos que sirvieron para obtener dos victorias que colocaron a Serbia a un punto del liderato de su grupo en la Liga de Naciones.

### Italia y Grecia
El 8 de julio de 2022 se desvinculó del Real Madrid tras ser traspasado a la ACF Fiorentina. En su debut en pretemporada anotó cuatro goles, en 45 minutos, en la victoria por 7-0 ante la Real Vicenza Società Sportiva Dilettantistica. En partidos oficiales consiguió trece tantos y el 1 de septiembre de 2023 se marchó al A. C. Milan con el que firmó por una temporada. Siguió un segundo año, tras el cual abandonó el club al no ser renovado. Durante esas dos campañas disputó 47 partidos, en los que marcó trece goles, y ganó una Supercopa de Italia.
El 5 de agosto de 2025 fichó por el AEK Atenas F. C. Hizo su debut nueve días después en un partido de la Liga Conferencia de la UEFA y marcó el definitivo 3:1 en la prórroga que clasificó al equipo para la última ronda previa.

## Selección nacional
Luka ha sido parte de la selección de Serbia en todas sus categorías inferiores, logrando más de cuarenta goles. 
El 1 de junio fue convocado para participar en el Mundial de Rusia 2018, aunque su participación se redujo a los minutos finales de la derrota ante Brasil (0-2). El 20 de marzo de 2019 logró, de cabeza, su primer gol como internacional en un amistoso ante Alemania (1-1).
Acudió a la Eurocopa 2024, torneo en el que Serbia quedó eliminada en la primera fase y en el que fue el autor del único tanto que marcaron y que sirvió para evitar en el último instante una derrota frente a Eslovenia en el segundo partido.

## Estadísticas

### Clubes
Actualizado al último partido jugado el 14 de agosto de 2025.
| Club                             | Div.          | Temporada     | Liga  | Liga  | Liga   | Copas nacionales | Copas nacionales | Copas nacionales | Copas nternacionales | Copas nternacionales | Copas nternacionales | Total | Total | Total  | Media goleadora |
| Club                             | Div.          | Temporada     | Part. | Goles | Asist. | Part.            | Goles            | Asist.           | Part.                | Goles                | Asist.               | Part. | Goles | Asist. | Media goleadora |
| -------------------------------- | ------------- | ------------- | ----- | ----- | ------ | ---------------- | ---------------- | ---------------- | -------------------- | -------------------- | -------------------- | ----- | ----- | ------ | --------------- |
| Estrella Roja de Belgrado Serbia | 1.ª           | 2013-14       | 1     | 1     | 0      | 0                | 0                | 0                | 0                    | 0                    | 0                    | 1     | 1     | 0      | 1               |
| Estrella Roja de Belgrado Serbia | 1.ª           | 2014-15       | 22    | 6     | 2      | 2                | 0                | 0                | 0                    | 0                    | 0                    | 24    | 6     | 2      | 0.25            |
| Estrella Roja de Belgrado Serbia | 1.ª           | 2015-16       | 19    | 5     | 2      | 2                | 1                | 0                | 2                    | 0                    | 0                    | 23    | 6     | 2      | 0.03            |
| Estrella Roja de Belgrado Serbia | Total club    | Total club    | 42    | 12    | 4      | 4                | 1                | 0                | 2                    | 0                    | 0                    | 48    | 13    | 4      | 0.27            |
| S. L. Benfica "B" Portugal       | 2.ª           | 2015-16       | 7     | 2     | 1      | Inaccesibles     | Inaccesibles     | Inaccesibles     | Inaccesibles         | Inaccesibles         | Inaccesibles         | 7     | 2     | 1      | 0.29            |
| S. L. Benfica "B" Portugal       | 2.ª           | 2016-17       | 11    | 2     | 1      | Inaccesibles     | Inaccesibles     | Inaccesibles     | Inaccesibles         | Inaccesibles         | Inaccesibles         | 11    | 2     | 1      | 0.18            |
| S. L. Benfica "B" Portugal       | Total club    | Total club    | 18    | 4     | 2      | 0                | 0                | 0                | 0                    | 0                    | 0                    | 18    | 4     | 2      | 0.22            |
| S. L. Benfica Portugal           | 1.ª           | 2015-16       | 1     | 0     | 0      | 0                | 0                | 0                | 1                    | 0                    | 0                    | 2     | 0     | 0      | 0               |
| S. L. Benfica Portugal           | 1.ª           | 2016-17       | 1     | 0     | 0      | 1                | 0                | 0                | 0                    | 0                    | 0                    | 2     | 0     | 0      | 0               |
| S. L. Benfica Portugal           | Total club    | Total club    | 2     | 0     | 0      | 1                | 0                | 0                | 1                    | 0                    | 0                    | 4     | 0     | 0      | 0               |
| Eintracht Fráncfort · Alemania   | 1.ª           | 2017-18       | 22    | 8     | 1      | 5                | 1                | 1                | —                    | —                    | —                    | 27    | 9     | 2      | 0.33            |
| Eintracht Fráncfort · Alemania   | 1.ª           | 2018-19       | 32    | 17    | 6      | 2                | 0                | 0                | 14                   | 10                   | 1                    | 48    | 27    | 7      | 0.56            |
| Real Madrid C. F. · España       | 1.ª           | 2019-20       | 17    | 2     | 1      | 5                | 0                | 1                | 5                    | 0                    | 0                    | 27    | 2     | 2      | 0.07            |
| Real Madrid C. F. · España       | 1.ª           | 2020-21       | 4     | 0     | 0      | 0                | 0                | 0                | 1                    | 0                    | 0                    | 5     | 0     | 0      | 0               |
| Eintracht Fráncfort · Alemania   | 1.ª           | 2020-21       | 18    | 4     | 0      | —                | —                | —                | —                    | —                    | —                    | 18    | 4     | 0      | 0.22            |
| Eintracht Fráncfort · Alemania   | Total club    | Total club    | 72    | 29    | 7      | 7                | 1                | 1                | 14                   | 10                   | 1                    | 93    | 40    | 9      | 0.43            |
| Real Madrid C. F. · España       | 1.ª           | 2021-22       | 15    | 1     | 3      | 1                | 0                | 0                | 3                    | 0                    | 0                    | 19    | 1     | 3      | 0.05            |
| Real Madrid C. F. · España       | Total club    | Total club    | 36    | 3     | 4      | 6                | 0                | 1                | 9                    | 0                    | 0                    | 51    | 3     | 5      | 0.06            |
| ACF Fiorentina · Italia          | 1.ª           | 2022-23       | 31    | 6     | 3      | 4                | 1                | 0                | 15                   | 6                    | 0                    | 50    | 13    | 3      | 0.26            |
| ACF Fiorentina · Italia          | Total club    | Total club    | 31    | 6     | 3      | 4                | 1                | 0                | 15                   | 6                    | 0                    | 50    | 13    | 3      | 0.26            |
| A. C. Milan · Italia             | 1.ª           | 2023-24       | 23    | 6     | 1      | 2                | 2                | 0                | 5                    | 1                    | 0                    | 30    | 9     | 1      | 0.3             |
| A. C. Milan · Italia             | 1.ª           | 2024-25       | 15    | 2     | 0      | 2                | 2                | 0                | 0                    | 0                    | 0                    | 17    | 4     | 0      | 0.24            |
| A. C. Milan · Italia             | Total club    | Total club    | 38    | 8     | 1      | 4                | 4                | 0                | 5                    | 1                    | 0                    | 47    | 13    | 1      | 0.28            |
| AEK Atenas F. C. · Grecia        | 1.ª           | 2025-26       | 0     | 0     | 0      | 0                | 0                | 0                | 1                    | 1                    | 0                    | 1     | 1     | 0      | 1               |
| AEK Atenas F. C. · Grecia        | Total club    | Total club    | 0     | 0     | 0      | 0                | 0                | 0                | 1                    | 1                    | 0                    | 1     | 1     | 0      | 1               |
| Total carrera                    | Total carrera | Total carrera | 239   | 62    | 21     | 26               | 7                | 2                | 47                   | 18                   | 1                    | 312   | 87    | 24     | 0.28            |
| 1. 2. 3.                         |               |               |       |       |        |                  |                  |                  |                      |                      |                      |       |       |        |                 |

### Selecciones

#### Participaciones en fases finales
| Copa                 | Sede     | Resultado      | Partidos | Goles |
| -------------------- | -------- | -------------- | -------- | ----- |
| Copa Mundial de 2018 | Rusia    | Fase de grupos | 1        | 0     |
| Copa Mundial de 2022 | Catar    | Fase de grupos | 1        | 0     |
| Eurocopa 2024        | Alemania | Fase de grupos | 3        | 1     |

#### Participaciones en categorías inferiores
| Competición                                                       | Sede         | Resultado     | Partidos | Goles | Asistencias |
| ----------------------------------------------------------------- | ------------ | ------------- | -------- | ----- | ----------- |
| Ronda Élite para el Campeonato de Europa Sub-17 de la UEFA 2013   | Austria      | No clasificó  | 2        | 0     | 0           |
| Clasificación para el Campeonato de Europa Sub-17 de la UEFA 2014 | Serbia       | Clasificó     | 3        | 4     | 2           |
| Ronda Élite para el Campeonato de Europa Sub-17 de la UEFA 2014   | Serbia       | No clasificó  | 3        | 1     | 2           |
| Campeonato de Europa Sub-19 de la UEFA 2014                       | Hungría      | Tercer puesto | 3        | 1     | 0           |
| Clasificación para el Campeonato de Europa Sub-19 de la UEFA 2015 | Serbia       | Clasificó     | 3        | 1     | 0           |
| Ronda Élite para el Campeonato de Europa Sub-19 de la UEFA 2015   | Países Bajos | No clasificó  | 2        | 2     | 2           |
| Clasificación para el Campeonato de Europa Sub-19 de la UEFA 2016 | Estonia      | Clasificó     | 2        | 4     | 2           |
| Ronda Élite para el Campeonato de Europa Sub-19 de la UEFA 2016   | Serbia       | No clasificó  | 3        | 1     | 1           |
| Clasificación para la Eurocopa Sub-21 de 2017                     | Europa       | Clasificó     | 2        | 0     | 0           |

## Palmarés

### Títulos nacionales
| Título              | Club                      | País     | Año  |
| ------------------- | ------------------------- | -------- | ---- |
| Superliga de Serbia | Estrella Roja de Belgrado | Serbia   | 2014 |
| Superliga de Serbia | Estrella Roja de Belgrado | Serbia   | 2016 |
| Primeira Liga       | S. L. Benfica             | Portugal | 2016 |
| Primeira Liga       | S. L. Benfica             | Portugal | 2017 |
| Copa de Alemania    | Eintracht Fráncfort       | Alemania | 2018 |
| Supercopa de España | Real Madrid C. F.         | España   | 2020 |
| Campeonato de Liga  | Real Madrid C. F.         | España   | 2020 |
| Supercopa de España | Real Madrid C. F.         | España   | 2022 |
| Campeonato de Liga  | Real Madrid C. F.         | España   | 2022 |
| Supercopa de Italia | A. C. Milan               | Italia   | 2024 |

### Títulos internacionales
| Título                       | Club              | Sede  | Año  |
| ---------------------------- | ----------------- | ----- | ---- |
| Liga de Campeones de la UEFA | Real Madrid C. F. | París | 2022 |

### Distinciones individuales
| Distinción                                              | Año  |
| ------------------------------------------------------- | ---- |
| Goal - 50 mejores futbolistas sub-18 del mundo          | 2016 |
| Incluido en el equipo de la temporada de la Liga Europa | 2019 |
| Equipo del año de la Bundesliga                         | 2019 |
| Tercer Jugador del año de la Liga Europa                | 2019 |